# Paropamísades
Els paropamísades (en llatí paropamisadae, en grec antic Παροπαμισάδαι) era el nom col·lectiu d'un grup de petites tribus que vivien a les muntanyes Paropamisus (Hindu Kush).
El districte que habitaven es deia Paropamisadon (Παροπαμισάδων χώρα), i estaven instal·lats especialment a la part sud i est, segons diu Flavi Arrià. Aquest poble era un grup independent i lliure que mai no va ser sotmès fins al temps d'Alexandre el Gran, que hi va construir la ciutat d'Alexandria Paropamisos o Alexandria ad Caucasum. Les tribus principals eren els bolites (bolitae o potser cabolitae, els habitants de Kabul), els ambautes (ambautae), els parsis (parsii) i els pargietes (paryetae o pargyetae), segons Claudi Ptolemeu. Les valls on vivien, encara que a l'hivern eren molt fredes, destacaven per la seva gran fertilitat, segons Estrabó.